# 鉄貨
鉄貨（てつか、てっか）は、鉄によって作られた貨幣のこと。このうち東洋において発行された鋳造による穴銭は鉄銭（てっせん）とも呼ばれる。

## 概要

### スパルタ
古代ギリシャでは小額の貨幣として鉄串が流通し、鉄鉱山を持つスパルタはリュクルゴスの時代に鉄棒を唯一の貨幣と定めて、貴金属を国家が独占した。プルタルコスの伝承によれば、スパルタの鉄棒は1本の重量が1エウボミア・ミナ（4.27キログラム）であり、取引で輸送の負担が大きかったとされる。

### ドイツ
第一次世界大戦後のドイツにおいては物資の不足のため、1915年から1922年に掛けて5ペニヒおよび10ペニヒの鉄貨が発行された。また同じデザインで1916年から1922年に掛けて10ペニヒの亜鉛貨も発行されている。
また第二次世界大戦後、ドイツ連邦共和国（西ドイツ）では1948年から1ペニヒの銅張スチールのクラッドメタル貨、1949年から5ペニヒおよび10ペニヒの黄銅張スチール貨がユーロ導入によりドイツマルクが廃止されるまで発行された。

### イタリア

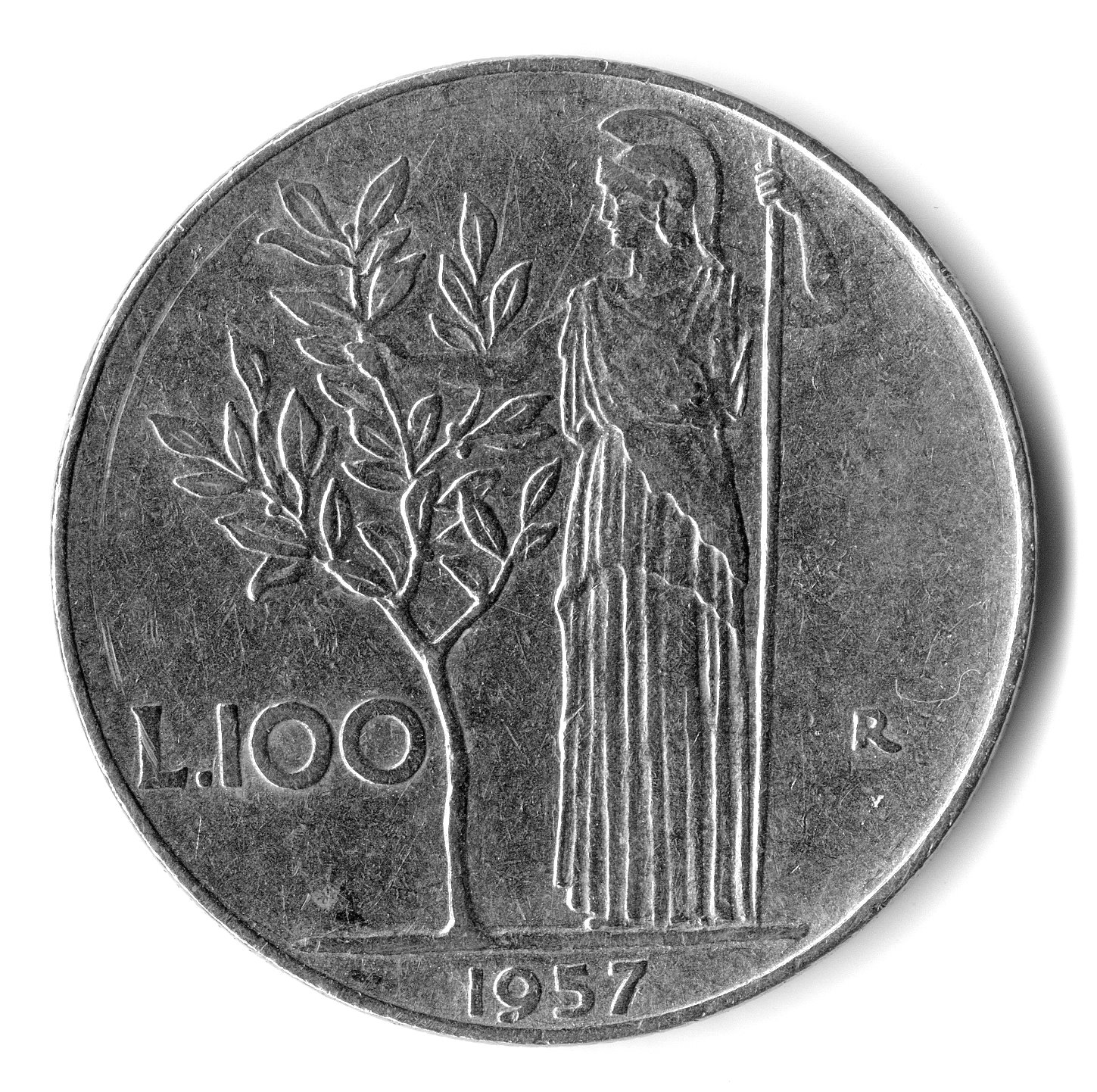
100リラ 1957年

イタリアでは1954年から50リラのステンレススチール貨、1955年から100リラのステンレススチール貨がユーロ導入によりイタリアリラが廃止されるまで発行された。
なお、同じサイズの50リラおよび100リラのステンレススチール貨がバチカン市国からも発行され、これらはイタリア国内でも通用した。

### 中国
中国においては古くから鉄銭が作られていた。例えば、新末の混乱時に四川に成立した公孫述の政権は鉄銭を鋳造（『後漢書』公孫述伝）し、南朝梁の普通4年（523年）には銅銭を廃止して鉄銭に切り替えたために贋金が流通して経済が混乱したとされている（『隋書』食貨志）。また、唐の時代には「鉄開元」と呼ばれる鉄の開元通宝が私鋳銭として鋳造された。五代十国時代の地方政権においても鉄銭が鋳造される場合があった。
宋の時代には辺境であった四川・陝西などで用いられた。これは銅銭の国内需要増大に対応するための側面と国境地域より国外、特に宋と対立関係にあった遼や西夏などへの流出を阻止する狙いがあった（特に西夏とはたびたび軍事的衝突があり、そのたびに国境に近い陝西などでは軍事関係の物資調達に伴う取引が盛んに行われたため、その分国外への流出の危険性が高くなった）。また、四川の場合、地理的に他の地域と画していたこと、後蜀の広政13年（955年）以後、鉄銭が導入され、銅銭と同価値として通用させられていたことなどが背景として挙げられる。
北宋は後蜀を併呑した乾徳3年（965年）以後、四川の銅銭を回収して鉄銭に変更する政策を採ってきたが、開宝3年（970年）に鉄銭の本格鋳造と銅銭の四川への持込を禁じて以後、四川の鉄銭地域化が本格化した。その後、規制の強化と緩和を繰り返しながら民間からの銅銭放出と鉄銭流入を進め、太平興国7年（982年）には租税の納付をはじめ、全ての取引が鉄銭で行われ、銅銭の使用が完全に禁止された（ただし、この段階では既に四川の民間にはほとんど銅銭は出回っていなかったと考えられている）。その後、淳化5年（994年）に域外で用いるための銅銭の公定比価が1対10とされ、景徳2年（1005年）には鉄銭10枚すなわち銅銭1枚と等価とされた景徳当十大鉄銭が鋳造された（ただし、租税については1対1の名目が南宋末期まで守られていた）。その後、北宋末期の混乱を経て南宋に入ると、四川においては1対2の公定相場が用いられるようになり、鉄銭のみが流通する貨幣システムが南宋末期まで続いた。
一方、陝西においては慶暦元年（1041年）に対西夏戦争の軍費調達を名目として鉄銭導入が開始され、当初は通常の小平銭（小銭）と10枚分に相当する当十銭（大銭）が発行され、銅銭との相場は1対1であったが、たちまち私鋳銭の出現などによって経済に混乱を来たした。これは陝西が四川と違い、中原の他の地域と陸路・水路での交通が比較的容易であったために銅銭の流出入が激しく、銅銭自体が民間から消えてしまった四川とは違い、鉄銭を使わなければならない必然性が乏しかったこと、不適切な相場によって私鋳銭によって利鞘を稼ごうとする動きが盛んであったことが挙げられる。このため、何度か鉄銭の発行停止や公定相場の変更などの措置が取られ、嘉祐4年（1059年）に大銭を小銭2枚分として銅銭との相場を1対3に確定させることで漸く収束した。その後も、銅銭流通の禁止（鉄銭使用の強制）が導入されたり、廃止されたりを繰り返したが、靖康元年（1126年）に最終的に銅銭禁止政策が放棄された。
その他にも河東でも陝西と同時に鉄銭導入が行われたが成功せず、一時的に銅銭と鉄銭の兼用地域とするに留まった。また、崇寧2年（1103年）に蔡京によって陝西・河東に導入された鉄に鉛錫を混ぜた夾錫銭は使用地域の拡大が目指され、崇寧4年-同5年及び政和3年（1113年）-同6年には全国的に施行され、結果的に全国経済を混乱させた。これは、当時の政府による収奪強化とする見方がある一方で、銅銭原料の確保が困難となる中で銅銭に代わる貨幣を模索しようとして成功しなかったとする見方もある。
なお、四川では商人たちが重量のある鉄銭による高額取引を避けるため、一種の約束手形を発行した。これが交子であり、後世の紙幣のルーツとなった。
現代の人民元の硬貨では、現行の1元・5角の硬貨がメッキ鋼鉄製であり、1角硬貨がステンレス製である。

### 日本

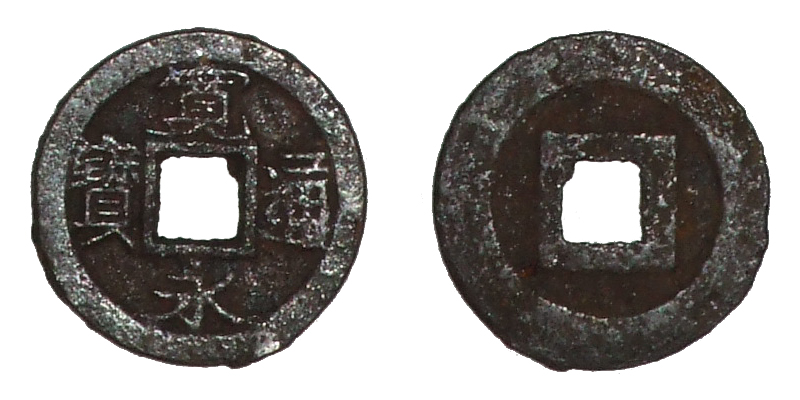
寛永通寳鉄一文銭

『魏志』東夷伝・弁辰の条に、「韓・濊（わい）・倭、皆従ってこれ（鉄）を取る。諸市（物品を）買うに皆鉄を用い、中国の銭を用いるが如し」と記述され、古代の日本において鉄が銭貨の代わりとして流通していた記述があり、考古学的にも古墳時代からは鉄鋌（てつてい、鉄板）が1147枚出土しており、その中でも1057枚が畿内に集中しており、これらの記述と出土遺物から、『紀』の5世紀末の記事にみられる銀銭とは鉄鋌のことであると考古学者の白石太一郎は主張している。熊谷公男も、鉄鋌には、重さに一定の規格が認められ、貨幣に代わる機能を果たしていた可能性があるとしている。5世紀の伽耶において鉄鋌が貨幣として用いられたという根拠の一つとして、紐で結わえて持ち運びやすいようにされている点が挙げられる。
平安時代以降、銅銭を基本として後に必要に応じて金銀もしくは宋銭のような外国銭が用いられてきた。江戸時代に入ると、銅銭と金貨・銀貨の3本立てによる三貨体制が確立された。だが、金銀銅の産出量の減少に伴い、元文4年（1739年）に寛永通宝の鉄銭が鋳造され、銅銭と同価値（一文銭）とされた。江戸後期においては、仙台通宝や箱館通宝など諸藩の地方貨幣でも鉄が用いられる例が見られた。幕末の万延元年（1860年）には「精鉄四文銭」と呼ばれる寛永通宝も発行されている。なお、当時の人々は鍋の材料である鉄で作られた銭と言うことで「鍋銭（なべせん）」とも呼んだ。幕末になると、銅銭と鉄銭は同価値での通用ではなく相場ができ、銅銭に比べて鉄銭が相対的に低価値となっていった。
明治政府は明治4年（1871年）に定めた新貨条例において、鉄銭一文銭を1/16厘、四文銭を1/8厘として通用させたが、明治6年（1873年）に太政官からの指令で、勝手に鋳潰しても差し支えないとされ、事実上の貨幣の資格を失い、明治30年（1897年）の貨幣法によって法的にも通用が停止された。
明治以降、鉄を含む貨幣が新たに発行されることはなく、現在の日本の硬貨にも鉄を含むものはない。

### 現代の世界的な傾向
通常の鉄は簡単に錆びてしまうため、近現代の貨幣では基本的に使用されない（前述のドイツの5ペニヒおよび10ペニヒの鉄貨が物資不足のために発行された程度）が、銅・黄銅・ニッケルなどによるメッキを施した鋼鉄やステンレスは多くの国で貨幣の素材として採用されており、小額硬貨に用いられることも多い。